# ریس گمل
ریس گمل (انگلیسی: Rhys Gemmell; ۴ مارس ۱۸۹۶ – ۱۰ مهٔ ۱۹۷۲) تنیس‌باز اهل استرالیا بود.
وی در استرالیای غربی زندگی می‌کرد و در جنگ جهانی اول به عنوان بمب‌افکن ثبت‌نام کرده بود.
در سال ۱۹۲۱ برنده بخش انفرادی تنیس آزاد استرالیا گردید.